# Orthosphenia mexicana
Orthosphenia mexicana là một loài thực vật có hoa trong họ Dây gối. Loài này được Standl. mô tả khoa học đầu tiên năm 1923.